# Marcos Ferrufino
Marcos Rodolfo Ferrufino (Oruro, 25 april 1963 – aldaar, 25 juni 2021) was een Boliviaans voetballer, die speelde als verdediger. Hij beëindigde zijn actieve loopbaan in 1999 bij de Boliviaanse club Club Unión Central en stapte vervolgens het trainersvak in. Hij won met Club San José de landstitel in 2007.
Ferrufino overleed op 58-jarige leeftijd aan de gevolgen van COVID-19.

## Clubcarrière
Ferrufino, bijgenaamd Ratón en Capello, begon zijn professionele loopbaan in 1985 bij Club Bolívar en kwam daarnaast uit voor de Boliviaanse topclubs The Strongest en Club San José. Met Bolívar won hij zesmaal de Boliviaanse landstitel.

## Interlandcarrière
Ferrufino speelde in totaal negen interlands voor Bolivia in de periode 1989-1991. Onder leiding van bondscoach Jorge Habegger maakte hij zijn debuut op 3 september 1989 in de WK-kwalificatiewedstrijd tegen Uruguay (2-1). Ferrufino nam in dat jaar met Bolivia deel aan de strijd om de Copa América in Brazilië, maar kwam daar niet in actie. Twee jaar later was dat wel het geval, toen hij in alle vier groepsduels in actie kwam voor La Verde bij de strijd om de Copa América 1991 in Chili.
| Interlands van Marcos Ferrufino voor Bolivia | Interlands van Marcos Ferrufino voor Bolivia | Interlands van Marcos Ferrufino voor Bolivia | Interlands van Marcos Ferrufino voor Bolivia | Interlands van Marcos Ferrufino voor Bolivia | Interlands van Marcos Ferrufino voor Bolivia |
| №                                            | Datum                                        | Wedstrijd                                    | Uitslag                                      | Competitie                                   | Goals                                        |
| Als speler van Club Bolívar                  | Als speler van Club Bolívar                  | Als speler van Club Bolívar                  | Als speler van Club Bolívar                  | Als speler van Club Bolívar                  | Als speler van Club Bolívar                  |
| -------------------------------------------- | -------------------------------------------- | -------------------------------------------- | -------------------------------------------- | -------------------------------------------- | -------------------------------------------- |
| 1                                            | 3 september 1989                             | Bolivia – Uruguay                            | 2 – 1                                        | WK-kwalificatie                              |                                              |
| 2                                            | 10 september 1989                            | Peru – Bolivia                               | 1 – 2                                        | WK-kwalificatie                              |                                              |
| 3                                            | 17 september 1989                            | Uruguay – Bolivia                            | 2 – 0                                        | WK-kwalificatie                              |                                              |
| 4                                            | 14 juni 1991                                 | Bolivia – Paraguay                           | 0 – 1                                        | Copa Paz del Chaco                           |                                              |
| 5                                            | 16 juni 1991                                 | Paraguay – Bolivia                           | 0 – 0                                        | Copa Paz del Chaco                           |                                              |
| 6                                            | 7 juli 1991                                  | Bolivia – Uruguay                            | 1 – 1                                        | Copa América                                 |                                              |
| 7                                            | 9 juli 1991                                  | Brazilië – Bolivia                           | 2 – 1                                        | Copa América                                 |                                              |
| 8                                            | 11 juli 1991                                 | Colombia – Bolivia                           | 0 – 0                                        | Copa América                                 |                                              |
| 9                                            | 13 juli 1991                                 | Ecuador – Bolivia                            | 4 – 0                                        | Copa América                                 |                                              |

## Erelijst

### Als speler
Club Bolívar
- Liga de Fútbol

1985, 1986, 1988, 1991, 1992, 1994

### Als trainer
Club San José
- Liga de Fútbol

2007 [C]